# Mecynotarsus elegans
Mecynotarsus elegans là một loài bọ cánh cứng trong họ Anthicidae. Loài này được LeConte miêu tả khoa học năm 1875.